# سد کوپی
سد کوپی (به لاتین: Koppies Dam) یک سد در آفریقای جنوبی است که در ایالت آزاد واقع شده‌است.